# 京都市立洛友中学校
京都市立洛友中学校（きょうとしりつ らくゆうちゅうがっこう）は、京都府京都市下京区大宮通綾小路下る綾大宮町にある公立中学校。学びの多様化学校（いわゆる不登校特例校）に指定されている。

## 沿革
- 2007年（平成19年）4月1日 - 開校[2]。